# Aptenocanthon wollumbin
Aptenocanthon wollumbin är en skalbaggsart som beskrevs av Ross Storey och Geoff B. Monteith 2000. Aptenocanthon wollumbin ingår i släktet Aptenocanthon och familjen bladhorningar. Inga underarter finns listade.